# Bobowa
Bobowa è un comune rurale polacco del distretto di Gorlice, nel voivodato della Piccola Polonia.
Ricopre una superficie di 49,84 km² e nel 2004 contava 9 128 abitanti.